# Birger Pontén
Birger Samuel Jakobsson (J:son) Pontén, född 12 december 1895 i Oppeby församling i Östergötlands län, död 2 november 1976 i Lidingö församling i Stockholms län, var en svensk militär. 
Pontén blev fänrik vid Hallands regemente (I 16) i Halmstad 1916, löjtnant 1918 och kapten 1930. Han övergick till Generalstaben 1932, blev major 1936 och överstelöjtnant 1939. Han tillträdde som chef för pansarbataljonen Skaraborgs regemente (I 9) i Skövde 1940 samt blev överste och chef för Skaraborgs regemente (P 4) i Skövde 1942, pansarinspektör 1946–1956. Han var styrelseordförande för frivilliga motorcykelkåren 1949–1962. Pontén invaldes som ledamot av Krigsvetenskapsakademien 1946. Han blev riddare av Vasaorden 1935 och av Svärdsorden 1936 samt kommendör av andra klassen av sistnämnda orden 1946 och kommendör av första klassen 1948.
Birger Pontén var son till kyrkoherde Axel Jacobson och Tekla Pontén samt bror till agronomen Sigurd Pontén och ingenjören Ruben Pontén. Han var också dotterson till kyrkoherde Johan Anton Pontén. Familjen tillhörde släkten Pontén från Småland. Han gifte sig 1924 med Ellen Nordlöf (1901–1988), dotter till direktören Axel Nordlöf och Ellen Lagerström. De fick fyra barn: läkaren Jan Pontén (1926–1999), modeskaparen Gunilla Pontén (1929-2019), marknadschefen Peder Pontén (född 1939) och skådespelaren Tomas Pontén (1946–2015).